# WEC 53
WEC 53: Henderson vs. Pettis（ダブリューイーシー・フィフティスリー：ヘンダーソン・ヴァーサス・ペティス）は、アメリカ合衆国の総合格闘技団体「WEC」の大会の一つ。2010年12月16日、アリゾナ州グレンデールのジョビング・ドットコム・アリーナで開催された。
UFCへの統合のため、WECでの最終興行となった。

## 大会概要
メインイベントでは王者ベン・ヘンダーソンと挑戦者アンソニー・ペティスによるWEC世界ライト級タイトルマッチが行なわれ、5Rにはペティスが金網を蹴ってからのハイキックでダウンを奪うなどして3-0の判定勝ちを収め王座獲得に成功すると同時にUFC世界ライト級王座挑戦権を獲得した。
セミファイナルでは王者ドミニク・クルーズと挑戦者スコット・ヨルゲンセンによるWEC世界バンタム級タイトルマッチが行なわれ、3-0の判定勝ちを収め2度目の王座防衛に成功すると同時に初代UFC世界バンタム級王座に認定された。
Jungle Fightライト級王者ユーリ・アルカンタラがWECデビュー。

## 試合結果

### プレリミナリィカード
第1試合 バンタム級 5分3R
○  ヘナン・バラオン vs.  クリス・カリアソ ×
1R 3:47 チョークスリーパー
第2試合 ライト級 5分3R
○  ユーリ・アルカンタラ vs.  リカルド・ラマス ×
1R 3:26 KO（左フック→パウンド）
第3試合 ライト級 5分3R
○  ダニー・カスティーリョ vs.  ウィル・ケアー ×
1R 1:25 KO（パウンド）
第4試合 バンタム級 5分3R
○  エディ・ワインランド vs.  ケン・ストーン ×
1R 2:11 KO（バスター）
第5試合 バンタム級 5分3R
○  ブラッド・ピケット vs.  アイヴァン・メンジバー ×
3R終了 判定3-0（29-28、29-28、29-28）
第6試合 ライト級 5分3R
○  シェーン・ローラー vs.  ジェイミー・ヴァーナー ×
1R 3:55 チョークスリーパー
第7試合 ライト級 5分3R
○  ダニー・ダウンズ vs.  ジャン・ティエカン ×
3R終了 判定3-0（29-28、30-27、29-28）

### メインカード
第8試合 ライト級 5分3R
○  カマル・シャロルス vs.  バート・パラゼウスキー ×
3R終了 判定2-1（30-27、28-29、29-28）
第9試合 ライト級 5分3R
○  ドナルド・セラーニ vs.  クリス・ホロデッキー ×
2R 2:43 三角絞め
第10試合 WEC世界バンタム級タイトルマッチ 5分5R
○  ドミニク・クルーズ vs.  スコット・ヨルゲンセン ×
5R終了 判定3-0（50-45、50-45、50-45）
※クルーズが王座の2度目の防衛に成功。
第11試合 WEC世界ライト級タイトルマッチ 5分5R
○  アンソニー・ペティス vs.  ベン・ヘンダーソン ×
5R終了 判定3-0（48-47、48-47、49-46）
※ペティスが王座獲得に成功。

### 各賞
ファイト・オブ・ザ・ナイト： アンソニー・ペティス vs. ベン・ヘンダーソン
ノックアウト・オブ・ザ・ナイト： エディ・ワインランド
サブミッション・オブ・ザ・ナイト： シェーン・ローラー
各選手にはボーナスとして10,000ドルが支給された。